# Longipalpus oblongoguttulus
Longipalpus oblongoguttulus là một loài bọ cánh cứng trong họ Cerambycidae.